# 阿姆拉
阿姆拉（Amla），是印度中央邦Betul县的一个城镇。总人口29553（2001年）。

## 人口
该地2001年总人口29553人，其中男性15409人，女性14144人；0—6岁人口3657人，其中男1911人，女1746人；识字率76.66%，其中男性为82.69%，女性为70.09%。